# 곽상욱
곽상욱(郭相旭, 1964년 6월 22일~)은 대한민국의 정치인이다. 제10·11·12대 경기도 오산시장을 역임했다.

## 생애
오산시 성호초등학교와 오산중학교, 오산고등학교를 졸업하고 단국대학교 대학원 행정학과 박사학위를 받았다.
곽상욱은 제5회 전국동시지방선거에서 민주당 소속의 오산시장 후보로 출마하여 2010년 6월 2일 실시된 기초단체장 선거의 민선 5기 오산시장으로 당선됐다.
2014년 제6회 전국동시지방선거에서도 새정치민주연합 후보로 재선에 당선됐다. 2018년 제7회 전국동시지방선거에서 더불어민주당 후보로 3선에 성공하여 현재 오산시장을 맡고 있다.

## 학력
- 성호국민학교 졸업
- 오산중학교 졸업
- 오산고등학교 졸업
- 단국대학교 영어영문학과 학사
- 단국대학교 대학원 행정학과 행정학 석사
- 단국대학교 대학원 행정학과 행정학 박사

## 경력
- 2004년 자치시민연대 운영위원장
- 2004년 열린우리당 경기도당 교육특별위원회 부위원장
- 2004년 열린우리당 상무위원
- 2006년 열린우리당 경기도 선거관리위원회 부위원장
- 2006년 오산시장 후보, 오산교육발전 학부모협의회 공동대표
- 2010년 민선 5기 오산시장
- 2014년 민선 6기 오산시장
- 2018년 민선 7기 오산시장
- 2019년 유니세프 아동친화도시 지방정부협의회 고문
- 2019년 전국평생학습도시협의회 수석부회장
- 2020년 혁신교육지방정부협의회 회장
- 2020년 경기도시장군수협의회 회장
- 2020년 더불어민주당 전국 기초단체장협의회 회장
- 2022년 대한민국시장·군수·구청장협의회 대표회장

## 수상내역
- 2016년 창조경제대상 대상(사회적책임경영부문)
- 2016년 혁신경영대상 대상(리더십경영부문)
- 2017년 대한민국 공감브랜드대상 대상(지자체 교육문화 부문)
- 2017년 제6회 대한민국 유권자대상
- 2018년 소비자에게 신뢰받는 착한브랜드대상(교육문화 선도도시 부문)
- 2019년 제11회 다산목민대상 행정안전부장관상
- 2020년 제6회 INAK 사회공헌대상(지방자치부문)

## 논문 및 저서
- 2009년 행정구역 개편에 관한 주민인식조사 연구(박사학위 논문)
- 2010년 오산必통 곽상욱
- 2013년 학교밖,학교 대표교육도시 오산이야기
- 2014년 시민이 힘이다

## 역대 선거 결과
|  | 18.13% |

|  | 47.76% |

|  | 59.38% |

|  | 72.29% |